# Algeri Marino
Algeri Marino (Casoli, 14 maggio 1894 – Roma, 4 dicembre 1967) è stato un ingegnere italiano.

## Biografia
Collaboratore di Guglielmo Marconi, fu pioniere dell'uso della radio in aviazione: ideò e costruì gli impianti ricetrasmittenti dei dirigibili Norge e Italia per le spedizionei polari di Umberto Nobile e per la crociera transatlantica di Italo Balbo del 1933.
Compì gli studi secondari presso l'Istituto tecnico di Chieti e si iscrisse alla facoltà di ingegneria dell'università di Roma. Diciottenne, pubblicò sulla rivista La Lumière Électrique un articolo su un sistema di trasmissione elettrica delle immagini. Dovette interrompere gli studi allo scoppio della prima guerra mondiale e prestò servizio come ufficiale del genio aeronautico presso l'ufficio radiotelegrafico della direzione tecnica dell'Aviazione militare. Riprese gli studi alla fine del conflitto e nel 1919 si laureò in ingegneria civile con specializzazione in elettronica.
Generale del genio aeronautico, fu direttore delle ricerche del Ministero dell'aeronautica e promosse l'istituzione dei laboratori dell'aeronautica militare di Guidonia.
Dal 1948 al 1965 fu professore ordinario di comunicazioni elettriche presso la facoltà di ingegneria dell'università di Roma, di cui diresse anche l'istituto di elettronica.
Fu presidente del Consiglio superiore tecnico delle telecomunicazioni e, dal 1952, presidente del comitato scientifico del Congresso internazionale per l'elettronica.
Fu promotore e coordinò la realizzazione della rete italiana di ponti radiotelefonici a banda larga.
Il 30 dicembre 1952 fu insignito del grado di grand'ufficiale dell'Ordine al merito della Repubblica italiana e il 12 ottobre 1967, al convegno internazionale delle comunicazioni di Genova, gli fu conferita la medaglia d'oro colombiana.
Gli è intitolato l'Istituto di istruzione superiore (liceo scientifico PNI, ITE e IPIA) di Casoli, il suo paese natale.